# Udo Fankhänel
Udo Fankhänel (* 30. November 1965 in Stollberg/Erzgeb.) ist ein ehemaliger deutscher Fußballspieler. Für den FC Karl-Marx-Stadt und den FC Carl Zeiss Jena spielte er in der Oberliga, der höchsten Spielklasse des DDR-Fußballs. Fankhänel, nach der Wiedervereinigung unter anderem Lizenzspieler in der 2. Bundesliga, war in den 1980er-Jahren im Kader verschiedener Auswahlmannschaften des Fußballverbandes der DDR.

## Sportliche Laufbahn

### Nachwuchsspieler und DDR-Juniorenauswahl
1972, im Alter von sechs Jahren, wurde Fankhänel in die Kindermannschaft der Betriebssportgemeinschaft des örtlichen Steinkohlenwerks "Karl Liebknecht" in seiner Heimatstadt Oelsnitz, der BSG Aktivist BMK Oelsnitz, aufgenommen. 1978 delegierte ihn die BSG zum Fußballzentrum der Region, dem FC Karl-Marx-Stadt. Beim FCK durchlief er die Schüler- und die Jugendmannschaften und spielte ab 1982 in der Juniorenelf. In dieser wurde er 1983 für die DDR-Juniorennationalmannschaft entdeckt und bestritt am 13. September 1983 sein erstes Juniorenländerspiel. In der Begegnung DDR gegen Polen (4:1) im Rahmen der Jugendwettkämpfen der Freundschaft in Kuba, deren Ausgabe die DDR-Elf in diesem Jahr gewann, wurde er als linker Verteidiger aufgeboten. Bis Mai 1984, als er an der U-18-EM in der UdSSR teilnahm, absolvierte Fankhänel insgesamt 14 Länderspiele mit der Juniorenauswahl.

### FC Karl-Marx-Stadt
Zu diesem Zeitpunkt war er bereits zu seinen beiden ersten Einsätzen in der DDR-Oberliga gekommen. Seinen Oberliga-Einstand hatte er am 21. April 1984 im Spiel des FCK gegen die BSG Chemie Leipzig (2:1) ebenfalls als Linksverteidiger gegeben. Auf dieser Position spielte der 1,76 Meter große Fankhänel in der Regel für den größten Teil seiner Laufbahn. Zur Saison 1984/85 wurde er offiziell in das Oberliga-Aufgebot des FCK übernommen, und im Laufe der Spielzeit erkämpfte er sich einen Stammplatz in der Mannschaft. Diesen konnte er bis 1988 behaupten, erst in der Rückrunde der Saison 1988/89 wurde er nur noch unregelmäßig auf unterschiedlichen Positionen oder als Einwechselspieler eingesetzt.

### FC Carl Zeiss Jena
Zu Beginn der Spielzeit 1989/90 wechselte Fankhänel nach 101 Oberligaspielen für den FC Karl-Marx-Stadt zum Oberligakonkurrenten FC Carl Zeiss Jena. Auch dort übernahm er sofort seine Stammposition auf der linken Abwehrseite und fehlte bis zum Ende der letzten DDR-Oberligasaison 1990/91 nur bei drei Punktspielen. Damit erhöhte er sein Konto an Oberligaspielen auf insgesamt 150. Am Ende der Saison 1990/91 hatten sich die Jenaer für die 2. Bundesliga qualifiziert. Unter Trainer Klaus Schlappner hatte Fankhänel in seiner ersten Saison in der 2. Bundesliga keine feste Position und pendelte zwischen Abwehr und Mittelfeld, bestritt aber 29 der 32 ausgetragenen Punktspiele. Bis zum Frühling 1994 konnte er sich als Stammspieler behaupten, dann zwang ihn eine Verletzung zu einer längeren Pause. Die Saison 1993/94 beendete der FC Carl Zeiss als Absteiger. In der Regionalliga-Saison 1994/95 kam Fankhänel erst zu Beginn der Rückrunde in die Mannschaft zurück, spielte unter Trainer Eberhard Vogel zehnmal hintereinander Rechtsverteidiger, war danach aber in drei Spielen nur noch Ersatzspieler.

### FC Erzgebirge Aue und Karriereende
Nach insgesamt 171 Pflichtspielen für den FC Carl Zeiss Jena wechselte Fankhänel zur Saison 1995/96 zum Regionalligisten FC Erzgebirge Aue. Dort hauptsächlich als Mittelfeldspieler eingesetzt, hatte er keine Schwierigkeiten, sich ebenfalls als Stammspieler zu etablieren. Bis zu seinem Rücktritt im Sommer 1998 bestritt er 88 der 102 ausgetragenen Regionalligaspiele. Seine Fußballspieler-Laufbahn ließ Fankhänel beim Bezirksligisten Concordia Schneeberg als Spielertrainer ausklingen und beendete dort 2002 seine Laufbahn als Fußballspieler endgültig.

### Auswahleinsätze im Männerbereich
Zwischen 1984 und 1988 spielte er in der DDR-Nachwuchsnationalmannschaft, für die er 21 Länderspiele bestritt und einen Treffer erzählt. Die K.O.-Spiele der U-21-Europameisterschaft erreichte Fankhänel mit dem Team nicht.
Mitte der 1980er-Jahre zählte der FCK-Verteidiger zum Kader der Olympiaauswahl der DDR, mit der er Anfang 1986 beim Nehru Cup den 3. Platz belegte. In der Qualifikationsrunde für die Spiele in Seoul wurde er von Coach Harro Miller nicht eingesetzt.